# Sulpícia (satirista)
Sulpícia, também conhecida como Sulpicia II, ou a outra Sulpícia, foi uma antiga poetisa que viveu durante o reinado do imperador Domiciano(81-96 d.C.).Ela é conhecida principalmente por meio de dois poemas de Marcial, sendo também citada por Ausônio, Sidônio Apolinário e Fulgêncio.

## Vida
Sulpícia foi casada com um homem chamado Calenos, a quem Marcial elogia sua fidelidade.Marcial sugere que eles foram casados por pelo menos 15 anos.

## Poesia
Sulpícia parece ter escrito poesia erótica ou satírica, discutindo abertamente o desejo sexual que ela sentia pelo seu marido, esta centralização pelo desejo sexual, é bastante incomum se comparada a outras mulheres poetisas da antiguidade.